# Mobhí Clárainech
Mobhí Clárainech (también Berchan; muerto en 544) fue uno de los primeros santos monásticos de Irlanda, contado como uno de los doce apóstoles de Irlanda. Fue abad de un monasterio en Glasnevin, donde fue profesor de Columba, Canice, Comgall, y Ciarán.

## De fondo
En el trabajo de John Colgan Trias Thaumaturga se le llama "Berchan, es decir, Mobhi Clairenach, de Glasnevin, hijo de Beoain, hijo de Bresal, hijo de Ailgin, hijo de Ignaidh, hijo de Athraid y Lugnaidh, Trinog, hijo de Brecdulb, hijo de Airt Corp, hijo de Caerbreniadh, en Glasnevin, en el territorio de Galeny, cerca del río Liffey" (en regione Gallangabeg juxta Liffeum flumen). Era pariente  de Brígida de Kildare.
El Martirologio de Oengus le llama "hijo de Beóán, de Corco trí, de Luigni de Connaught," y dice que su madre era "Uaine, hija de Findbarr."

## Vida
Su apellido, Clárainech, significa "cara plana" en irlandés, una referencia a su nacimiento con los ojos y nariz hundidos. El Martirologio de Oengus menciona que su rostro era "plano como una mesa" atribuyendo la condición al hecho de haber "nacido de una mujer muerta y enterrada." La causa inmediata de su fisonomía extraña era que la "tierra le presionó" durante las desafortunadas circunstancias de su nacimiento. Se decía que se había curado milagrosamente de esta deformidad cuando el agua bautismal de san David se derramó tres veces sobre su cara.
Mobhí era el maestro de una escuela monástica, donde fue el tutor de muchos santos irlandeses influyentes. Su escuela tenía aproximadamente cincuenta estudiantes en su apogeo. Se registra una leyenda sobre Mobhí y Columba (también llamado Columcille) que explica la condición de estas escuelas:

Se dice que las cabañas de los alumnos estaban en el lado oeste del río. En cierta noche, cuando la campana sonó para los maitines, había una fuerte helada y el río estaba congelado, pero Columcille pasó con su ropa a través de él. "Valientemente has actuado, oh descendiente de Niall" dijo Mobhí. "Dios es competente" dijo Columcille "para aliviarnos esta dificultad". Cuando los estudiantes regresaron de la iglesia, encontraron todas las cabañas ubicadas en la orilla este del río, cerca de la iglesia."

Fue Mobhí quien dio a Columba permiso, con su último aliento, para fundar la Escuela de Derry. Murió el 12 de octubre de 544 de la peste que había asolado su escuela.

## Veneración
Mobhí fue reconocido como santo por sus propios alumnos poco después de su muerte. El Martirologio de Donegal escrito en el siglo XVII relata la historia de que cuando Columba se preparaba para tomar posesión de la ciudad de Doire de Aedh, hijo de Ainmire, inicialmente rechazó hacerlo porque no tenía el permiso de Mobhí. Fue solo cuando dos de los seguidores de Mobhí que se reunieron con él, llevando el  cíngulo del santo, e informaron a Columba que Mobhí había fallecido, que aceptó. Columba entonces remarcó, "Bueno fue el hombre que llevó este cíngulo, ya que nunca se abrió a la gula, ni se cerró en la falsedad." Columba más tarde expandió el sentimiento en un cuarteto:

"Cíngulo de Mobhi;
 la faja no se cerró por la valentía del vestido;
No estaba abierto a la saciedad,
No estaba cerrado por la mentira."

El arzobispo John Healy, en su libro Insula Sanctorum et Doctorum, llama a Mobhí "un gran maestro de la vida espiritual."
Su día se celebra el 12 de octubre, y hoy  hay una parroquia de la Iglesia de Irlanda en Glasnevin nombrada por Mobhí.

### Martirologios
El Martirologio de Oengus (c. 800)— el calendario irlandés de santos más antiguo— enumera lo siguiente el 12 de octubre:

Dlom Fíacc ocus Fiachraig
onme, mor in máinsin,
moBií, balc a ṁbúaid sin,
in clárainech cáinsin.

"Declaran Fiacc y Fiachre
al mismo tiempo, grande es este tesoro!
Mobí, fuerte en el triunfo!
ese justo de cara plana.."

El Martirologio de Donegal le lista el 12 de octubre, el día de su muerte, y le conmemora de la manera siguiente: "Mobhi Clairenech, abad, de Glass Naoidhen, en Fine-Gall, en la orilla del río Lifè, en el lado norte; y Bearchán era otro nombre para él."